# Sidónio Pais
Sidónio Bernardino Cardoso da Silva Pais (Matriz, Caminha, 1 de maio de 1872 – Socorro, Lisboa, 14 de dezembro de 1918) foi um militar e político que, entre outras funções, exerceu os cargos de Deputado, de Ministro do Fomento, de Ministro das Finanças, de Embaixador de Portugal em Berlim, de Ministro da Guerra, de Ministro dos Negócios Estrangeiros, de Presidente da Junta Revolucionária de 1917, de Presidente do Ministério e de Presidente da República Portuguesa. Oficial de Artilharia, foi também professor na Universidade de Coimbra, onde leccionou Cálculo Diferencial e Integral.
Enquanto Presidente da República, de forma ditatorial, sem consultar o Congresso, suspendeu e alterou por decreto algumas normas da Constituição de 1911, protagonizando a primeira grande mudança no republicanismo português — a República Nova, de cunho presidencialista — transformando-se numa das figuras mais controversas da política portuguesa do século XX. O seu assassinato, no final de 1918, gerou grande comoção popular, culminando no poema-elogio fúnebre de Fernando Pessoa que lhe deu o epíteto de Presidente-Rei.
Em 1966, os seus restos mortais foram trasladados solenemente para o Panteão Nacional, na Igreja de Santa Engrácia, em Lisboa, aquando da sua inauguração. A cerimónia ocorreu no dia 5 de dezembro e homenageou igualmente com estas honras outros ilustres portugueses. Antes disso, o seu corpo encontrava-se na Sala do Capítulo do Mosteiro dos Jerónimos.

## Biografia
Sidónio Pais nasceu às 21 horas, no dia 1 de Maio de 1872, em casa dos seus pais, na Rua Direita n.º 115, em Caminha. Os seus pais, Sidónio Alberto Marrocos Pais (1846-1883), notário e secretário judicial de ascendência judia Cristã-nova de Barcelos (pelo seu trisavô António Velho da Fonseca), e Rita Júlia Cardoso da Silva Pais, eram ambos naturais de Caminha. Sidónio é o mais velho de sete irmãos.
A 6 de Junho de 1872, pelas 5 horas da tarde, foi baptizado na Igreja Matriz de Nossa Senhora da Assunção, em Caminha. São padrinhos o seu avô paterno, Bernardo José Pais de Azevedo, e sua tia materna, Claudina Cardoso da Silva Coelho.

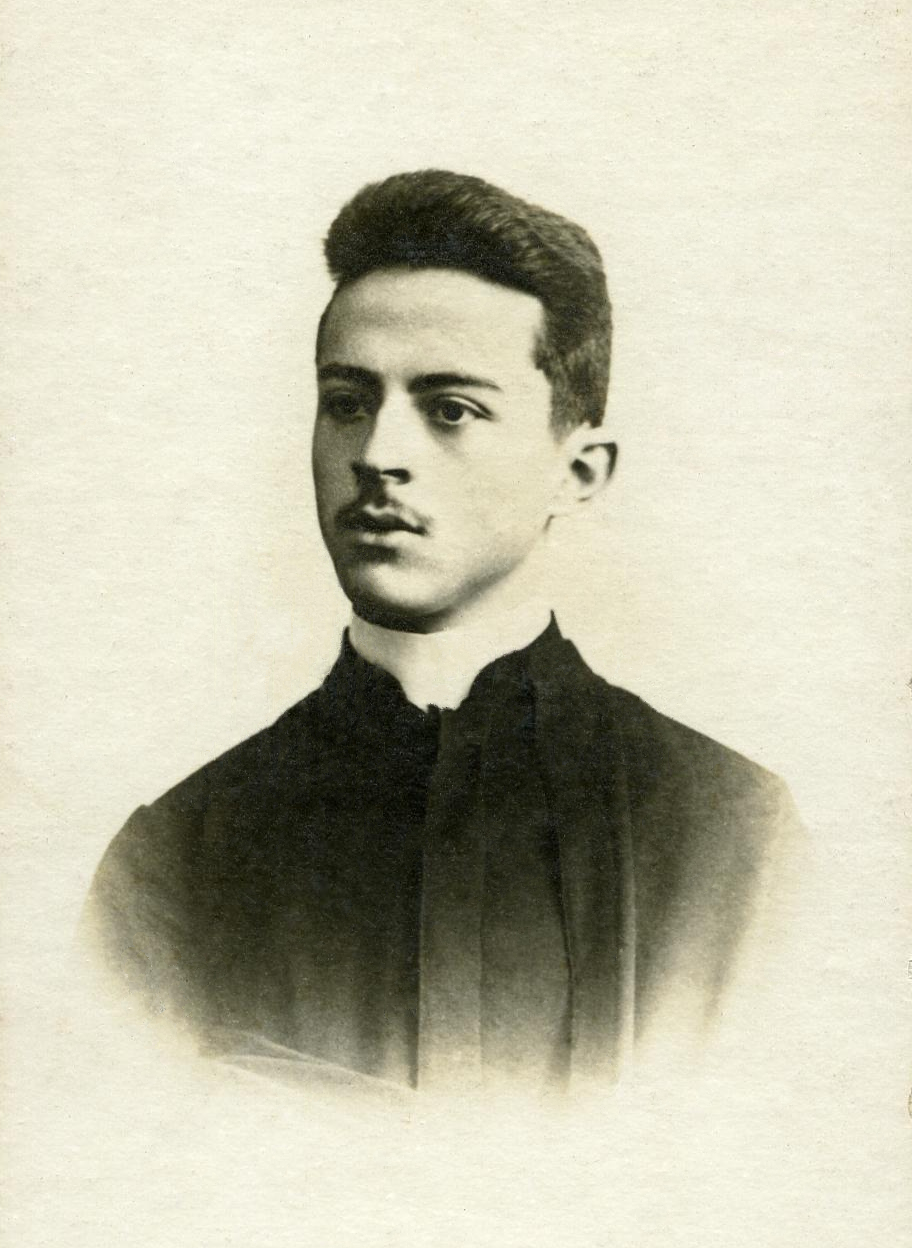
Sidónio Pais enquanto aluno externo do Seminário Maior Episcopal de Coimbra, 1885

Em 1879, o seu pai é demitido das funções de escrivão de Direito e tabelião de Notas, no 2.º Ofício da Comarca, sendo esta demissão eventualmente comutada em transferência para Pedrógão, e posteriormente, por troca, para a Comarca da Sertã. Completou a instrução primária na Sertã, onde viveu até aos 11 anos, 1883, ano em que morre o pai, vitimado por uma pneumonia. A sua mãe, Rita Júlia, enfrentando agora sérios problemas financeiros e com sete filhos a seu cargo, solicita o apoio de parentes e amigos chegados e decide regressar a Caminha após o funeral do marido. Sidónio é apoiado e acolhido pelo tio-avô Bento Tomás da Silva Coelho e pela tia e madrinha Claudina Cardoso da Silva Coelho, senhores da Quinta da Fonte da Vila, lar burguês onde passa momentos da sua infância com os primos, tendo mesmo chegado a enamorar-se pela prima Claudina.
No ano lectivo de 1885-1886, acede à condição de "formigão" — designação da gíria estudantil coimbrã para os alunos inscritos no Seminário Maior Episcopal de Coimbra —, na qualidade de aluno externo. Frequenta e obtém aprovação em Geografia e História; em 1886 regressa a Viana onde, igualmente como externo, se submete no Liceu Nacional (atualmente Escola Secundária de Santa Maria Maior) a apenas três exames: Geografia, Introdução e Aritmética. Obtendo habilitações suficientes para um curso superior, seguiu para Coimbra, onde cursou o preparatório de Matemática e Filosofia. Destinado à carreira militar, entrou em 1888 para a Escola do Exército, frequentando o curso da arma de artilharia. Aluno de destaque, completou com distinção os cursos e foi promovido a alferes em 1892, a tenente em 1895, a capitão em 1906 e a major em 1916.
Após a conclusão do curso da Escola do Exército matriculou-se na Universidade de Coimbra, onde se licenciou em Matemática, disciplina em que se doutorou, naquela mesma Universidade, no ano de 1898. Data deste período a sua adesão aos ideais republicanos, quando a Monarquia Constitucional Portuguesa vivia os seus anos finais.
Casou-se em Amarante, freguesia de São Gonçalo, em 2 de fevereiro de 1895 com Maria dos Prazeres Martins Bessa, com quem teve cinco filhos: Sidónio (1896-?), António (1897-1987), Maria Sidónia (1899-1985), Afonso (1901-1995) e Pedro (1902-1930). Em 1904 separou-se da esposa, que continuou a viver em Coimbra.
Em 1907 foi ainda pai de Maria Olga, filha de Ema Manso Preto, cuja paternidade assumiu mas não perfilhou por a mãe ser casada com Álvaro Augusto Pinto Ribeiro, residente na cidade do Funchal. Quando ficou viúva, a filha poderia deixar de permanecer com registo de filiação incógnita mas a relação com Sidónio já tinha terminado por incompatibilidade de feitios.
Bernardo Sassetti (de seu nome completo Bernardo da Costa Sassetti Pais), reconhecido pianista português falecido em 2012, era seu bisneto.

## Início de carreira
Durante este período pertenceu por um curto espaço de tempo à Maçonaria na Loja Estrela de Alva, de Coimbra, com o nome simbólico de irmão Carlyle, não sendo, no entanto, um membro muito activo.
Considerado um distinto matemático, permaneceu em Coimbra, onde foi nomeado professor da cadeira de Cálculo Diferencial e Integral da Universidade. Foi também professor da Escola Industrial Brotero, da qual foi director de 1905 a 1909. Chegou a professor catedrático e foi nomeado vice-reitor a 23 de outubro de 1910, sendo reitor Manuel de Arriaga.
Considerado um republicano destacado, após a implantação da República Portuguesa em 1910 foi catapultado para a vida política activa: depois de durante um breve período de tempo ter ocupado o cargo de membro dos corpos gerentes da Companhia de Caminhos de Ferro, foi Presidente da Câmara de Coimbra nesse mesmo ano.
Foi eleito deputado à Assembleia Nacional Constituinte que elaborou a Constituição Portuguesa de 1911.
Membro destacado da Assembleia Constituinte, foi nomeado Ministro do Fomento do Governo presidido por João Chagas, assumindo as funções a 24 de agosto de 1911. Nessas funções, em que permaneceu até 3 de novembro de 1911, representou o governo nas manifestações que assinalaram o primeiro aniversário da implantação da República, na cidade do Porto.
Após a queda do governo de João Chagas, permaneceu em funções governativas, transitando para a pasta de Ministro das Finanças do governo de concentração liderado por Augusto de Vasconcelos Correia, tomando posse a 7 de novembro daquele mesmo ano, cargo que exerceu até 16 de junho de 1912.
Numa fase em que as tensões internacionais que levaram à Primeira Guerra Mundial já se sentiam, foi nomeado para o cargo de ministro plenipotenciário de Portugal (embaixador) em Berlim, iniciando funções a 17 de Agosto de 1912. Permaneceu naquele importante posto diplomático durante o período crítico que levou à deflagração da guerra, mantendo um difícil equilíbrio entre as pressões do Governo português, com posições progressivamente pró-belicistas e anglófilas, as tentativas de dirimir pela via diplomática os conflitos fronteiriços nas zonas de contacto entre as colónias portuguesas e alemãs em África e o seu crescente posicionamento germanófilo. Apesar dessas dificuldades, desempenhou o cargo até 9 de março de 1916, data em que a Alemanha declarou guerra a Portugal na sequência do aprisionamento dos seus navios que se encontravam em portos sob controlo português.
Regressado a Portugal, foi naturalmente engrossar a fileira daqueles que se opunham à participação de Portugal na Grande Guerra, catalisando o crescente descontentamento causado pelo esforço de guerra e pelos maus resultados obtidos pelo Corpo Expedicionário Português na frente de batalha.
Afirmou-se então como o principal líder da contestação ao Governo do Partido Democrático e de 5 a 8 de dezembro de 1917 liderou uma insurreição protagonizada por uma Junta Militar Revolucionária, da qual era Presidente. O golpe de estado acabou vitorioso, após três dias de duros confrontos, nos quais o papel dos grupos civis foi determinante para a vitória dos revoltosos.

## Presidência

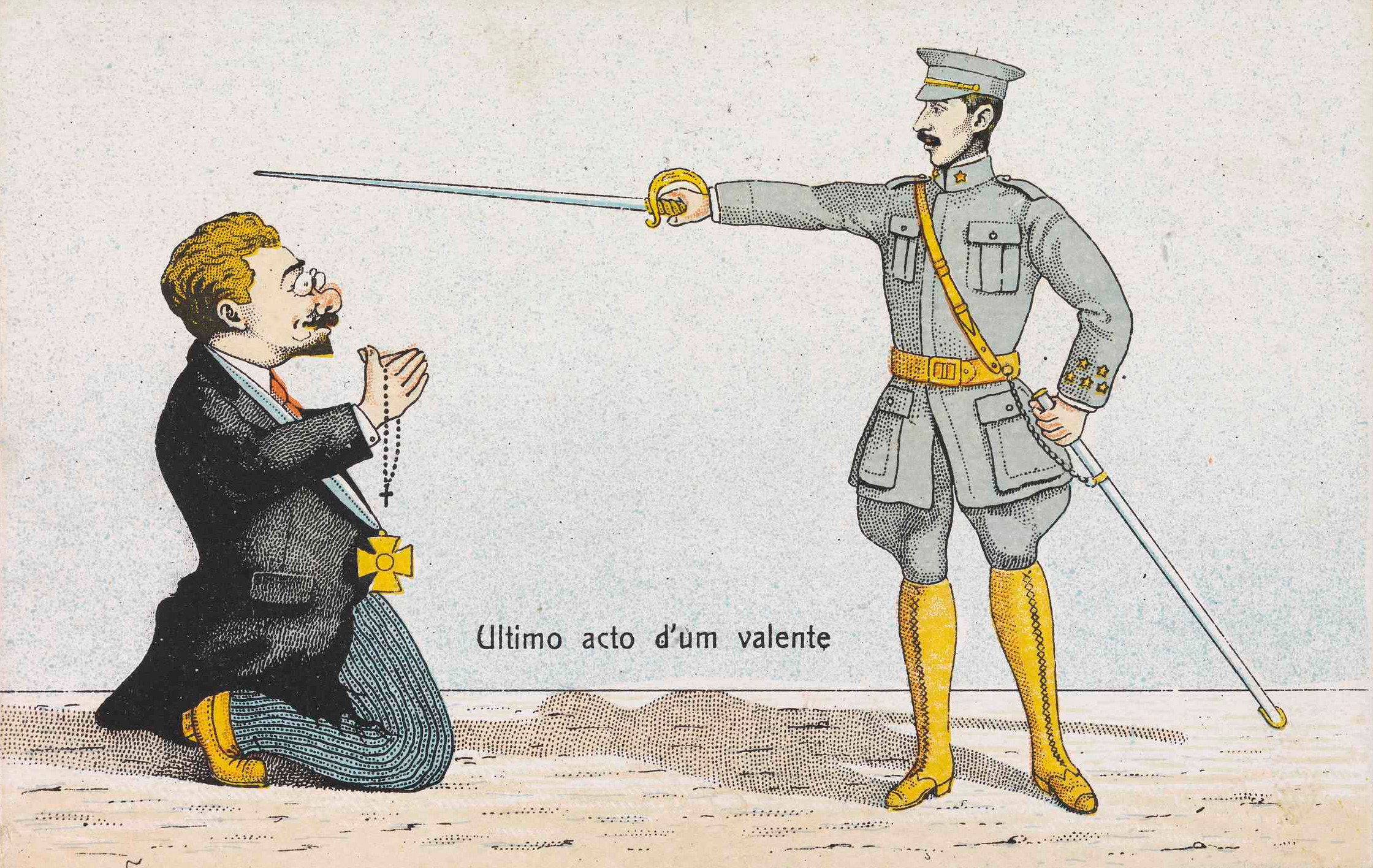
Sidónio Pais derruba o governo de Afonso Costa — «Ultimo acto d'um valente».

Na madrugada do dia 8 de dezembro fora exonerado o Governo da União Sagrada liderado por Afonso Costa, transferindo-se o poder para a Junta Revolucionária presidida por Sidónio Pais. Então, em vez de iniciar a habitual consulta para formação de novo governo, os revoltosos assumem o poder, destituindo Bernardino Machado do cargo de Presidente da República e forçando o seu exílio. Nesse processo, a 11 de Dezembro de 1917, Sidónio Pais tomou posse como presidente do Ministério (atual primeiro-ministro), acumulando as pastas de Ministro da Guerra e de Ministro dos Negócios Estrangeiros e, já em profunda ruptura com a Constituição de 1911, que ajudara a redigir, a 27 de Dezembro do mesmo ano, assumiu as funções de Presidente da República, até nova eleição. Durante o golpe e na fase inicial do seu governo, Sidónio Pais contou com o apoio de vários grupos de trabalhadores, em troca da libertação de camaradas encarcerados, e com a expectativa benévola da União Operária Nacional, parecendo posicionar-se como mais uma tentativa de consolidação no poder da esquerda republicana.
Inicia então a emissão de um conjunto de decretos ditatoriais, sobre os quais nem consulta o Congresso da República, que suspendem partes importantes da Constituição, dando ao regime um cunho marcadamente presidencialista, fazendo do Presidente da República simultaneamente Chefe de Estado e líder do Governo, o qual, significativamente, deixa de ser constituído por Ministros para integrar apenas Secretários de Estado. Nesta nova arquitectura do sistema político, que os seus apoiantes designavam por República Nova, o Chefe de Estado era colocado numa posição de poder que não tinha paralelo na história portuguesa desde o fim do absolutismo monárquico. Daí o epíteto de Presidente-Rei que lhe foi aposto. Nos seu objectivos e em muitas das suas formas, a República Nova foi precursora do Estado Novo de António de Oliveira Salazar.
Numa tentativa de apaziguamento das relações com a Igreja Católica Romana, em guerra aberta com o regime republicano desde 1911, a 23 de fevereiro de 1918 Sidónio Pais alterou a Lei de Separação entre as Igrejas e o Estado, suscitando de imediato feroz reacção dos republicanos históricos e da Maçonaria, mas colhendo o apoio generalizado dos católicos, dos republicanos moderados e da população rural, então a vasta maioria dos portugueses. Com essa decisão também conseguiu o reatamento das relações diplomáticas com o Vaticano, através do envio de monsenhor Benedetto Aloisi Masella (que mais tarde seria núncio apostólico no Brasil, cardeal e camerlengo), que assumiu as funções de encarregado de negócios da Santa Sé em Lisboa a 25 de julho de 1918.

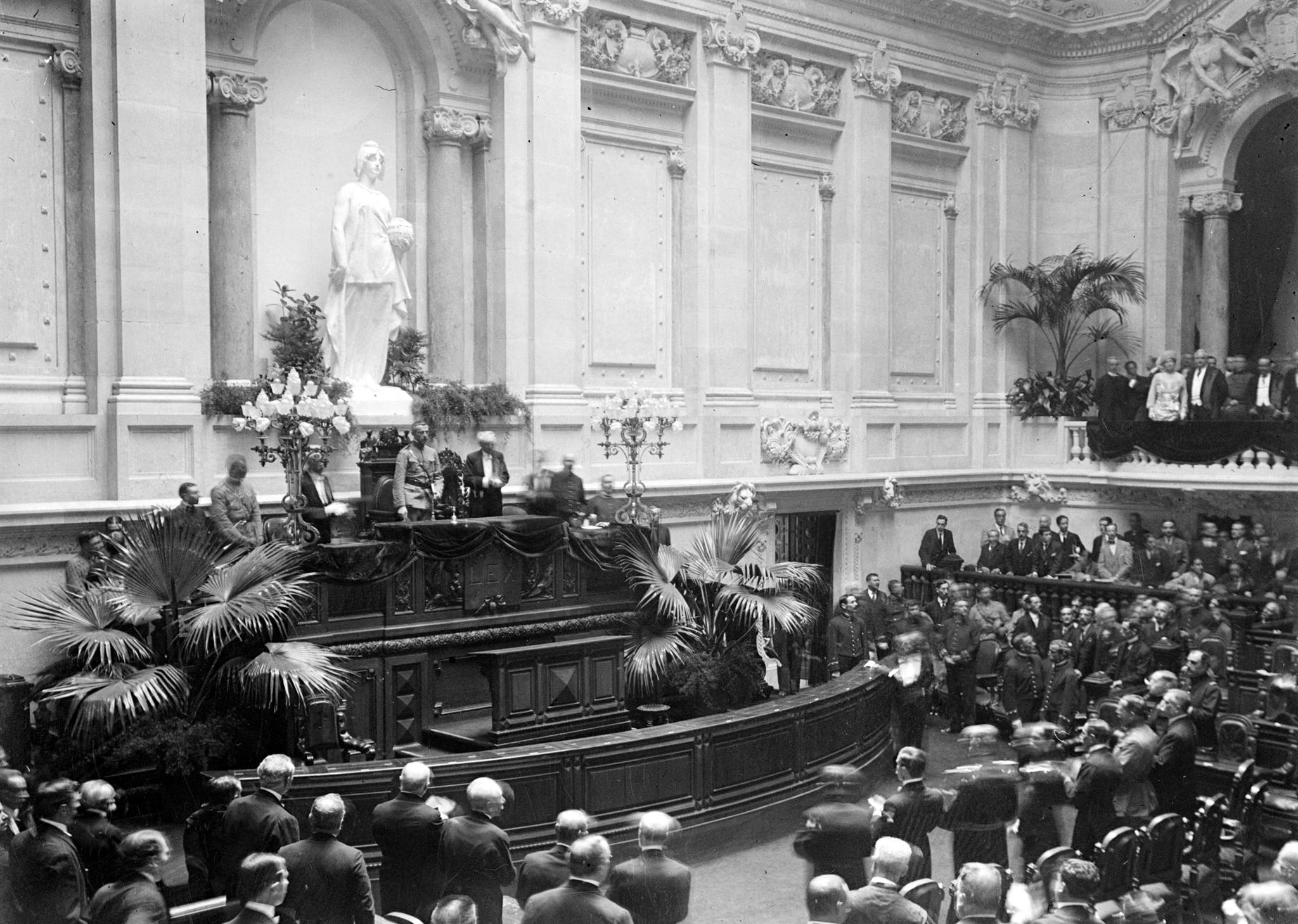
Sidónio Pais presta juramento no Parlamento, após a sua eleição para Presidente da República.

Noutro movimento inconstitucional, a 11 de março de 1918 por decreto estabeleceu o sufrágio directo e universal para a eleição do Presidente da República, subtraindo-se à necessidade de legitimação no Congresso e enveredando por uma via claramente plebiscitária.
Fazendo uso da sua popularidade junto dos católicos, a 28 de abril de 1918 foi eleito, por sufrágio directo dos cidadãos eleitores, obtendo 470 831 votos, uma votação sem precedentes. Foi proclamado presidente da República a 9 de maio do mesmo ano, sem sequer se dar ao trabalho de consultar o Congresso e passando a gozar de uma legitimidade democrática directa, que usou sem rebuços para esmagar qualquer tentativa de oposição.
Os decretos de fevereiro e março de 1918, que pela sua profunda contradição com a constituição vigente foram denominados de Constituição de 1918, alteram profundamente a Constituição Portuguesa de 1911 e conferiram ao regime uma clara feição presidencialista, reformulando a lei eleitoral, as leis estabelecidas sobre a separação do Estado e da Igreja e a própria distribuição de poder entre os órgãos de soberania do Estado.
Entretanto, em abril de 1918 as forças do Corpo Expedicionário Português são chacinadas na Batalha de La Lys, sem que o Governo português consiga os necessários reforços nem a manutenção de um regular aprovisionamento das tropas. A situação atingiu um extremo tal que, após o armistício que marcou o final da guerra, o Estado português não foi capaz de trazer de imediato as suas forças de volta ao país. A contestação social aumentou ao ponto de se viver uma permanente situação de sublevação.

Retrato oficial (póstumo) do Presidente Sidónio Pais (1937), por Henrique Medina. Museu da Presidência da República.

Esta situação foi o fim do estado de graça: sucederam-se as greves, as contestações e os movimentos conspiratórios. A partir do Verão de 1918 as tentativas de pôr fim ao regime sidonista vão escalando em gravidade e violência, o que levou o Presidente a decretar o estado de sítio a 13 de outubro daquele ano. Com aquele acto, e a dureza da repressão sobre os opositores, conseguiu recuperar momentaneamente o controlo da situação política, mas o seu regime estava claramente ferido de morte.
Com o aproximar do fim do ano a situação política não melhora, apesar da assinatura do Armistício da Grande Guerra, em 11 de novembro, acontecimento acompanhado de uma mensagem afectuosa do rei Jorge V de Inglaterra tentando minorar a clara ligação entre Sidónio Pais e as posições germanófilas que anteriormente assumira, e que agora apareciam derrotadas.

## Assassinato
Ver artigo principal: Assassinato de Sidónio Pais

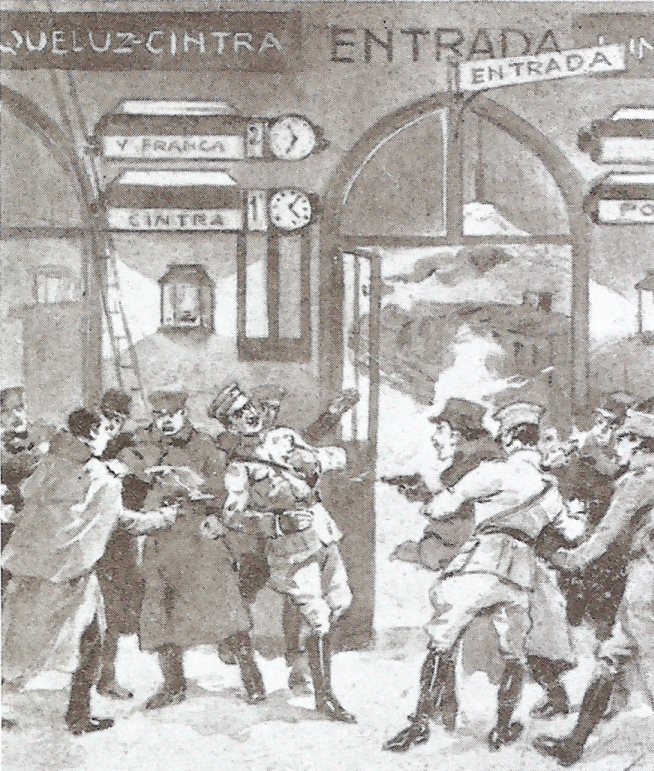
Assassinato de Sidónio Pais na Estação do Rossio.

Entra-se então numa espiral de violência que não poupa o próprio presidente: a 5 de dezembro de 1918, durante a cerimónia da condecoração dos sobreviventes do NRP Augusto de Castilho, sofreu um primeiro atentado, do qual conseguiu escapar ileso; o mesmo não aconteceu dias depois, na Estação do Rossio, onde a 14 de dezembro de 1918 foi morto a tiro por José Júlio da Costa, ex-sargento do exército e militante republicano. Acaba por falecer na Sala do Banco das Urgências do Hospital de São José, em Lisboa.
O assassinato de Sidónio Pais foi um momento traumático para a Primeira República, marcando o seu destino: a partir daí qualquer simulacro de estabilidade desapareceu, instalando-se uma crise permanente que apenas terminou quase oito anos depois com a Revolução Nacional de 28 de maio de 1926 que pôs termo ao regime.
Os funerais de Sidónio Pais foram momentosos, reunindo muitas dezenas de milhares de pessoas, num percurso longo e tumultuoso, interrompido por múltiplos e violentos incidentes. Com este fim, digno de um verdadeiro Presidente Rei, Sidónio Pais entrou no imaginário português, em particular dos sectores católicos mais conservadores, como um misto de salvador e de mártir, mantendo-se durante décadas como uma figura fraturante no sistema político.
A imagem de mártir levou ao surgimento de um culto popular, semelhante ao que existe em torno da figura de Sousa Martins, que fez de Sidónio Pais um santo, com honras de promessas e ex-votos, que ainda hoje se mantém, sendo comum a deposição de flores e outros elementos votivos junto ao seu túmulo.

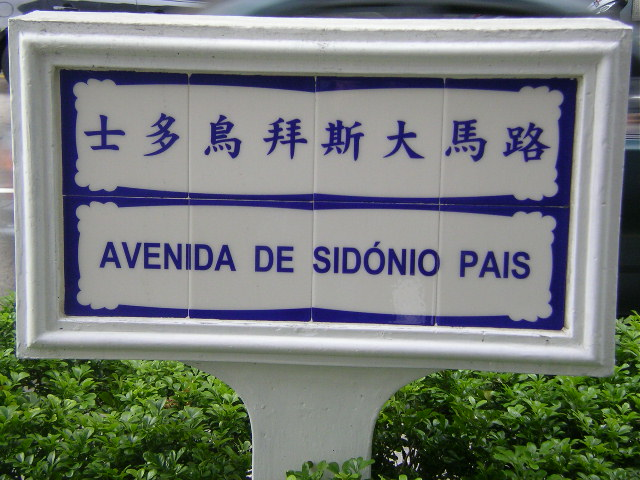
Placa em avenida de Macau que homenageia Sidónio Pais